# Toulonjac
Toulonjac (okzitanisch Tolonjac) ist eine französische Gemeinde mit 752 Einwohnern (Stand 1. Januar 2022) im Département Aveyron in der Region Okzitanien (vor 2016 Midi-Pyrénées). Die Gemeinde gehört zum Arrondissement Villefranche-de-Rouergue und zum Kanton Villeneuvois et Villefranchois. Die Einwohner werden Toulonjacois und Toulonjacoises genannt.

## Geografie
Toulonjac liegt etwa 38 Kilometer westlich von Rodez. Umgeben wird Toulonjac von den Nachbargemeinden Sainte-Croix im Norden und Westen, Villeneuve im Norden und Nordosten, Saint-Rémy im Osten und Nordosten, Villefranche-de-Rouergue im Süden und Osten sowie Savignac im Südwesten.

## Demografie
| Jahr                       | 1962 | 1968 | 1975 | 1982 | 1990 | 1999 | 2006 | 2018 |
| -------------------------- | ---- | ---- | ---- | ---- | ---- | ---- | ---- | ---- |
| Einwohner                  | 237  | 328  | 442  | 531  | 668  | 642  | 691  | 745  |
| Quellen: Cassini und INSEE |      |      |      |      |      |      |      |      |

## Sehenswürdigkeiten
- Kirche Saint-Michel
- Schloss Toulonjac aus dem 15. Jahrhundert, im 17. und 19. Jahrhundert umgestaltet. Fassaden, Dächer, Wendeltreppe und Küche sind seit 1993 als Monument historique eingeschrieben, Empfangszimmer im ersten Stock mit Tapete aus dem 19. Jahrhundert seit 1995 als Monument historique klassifiziert

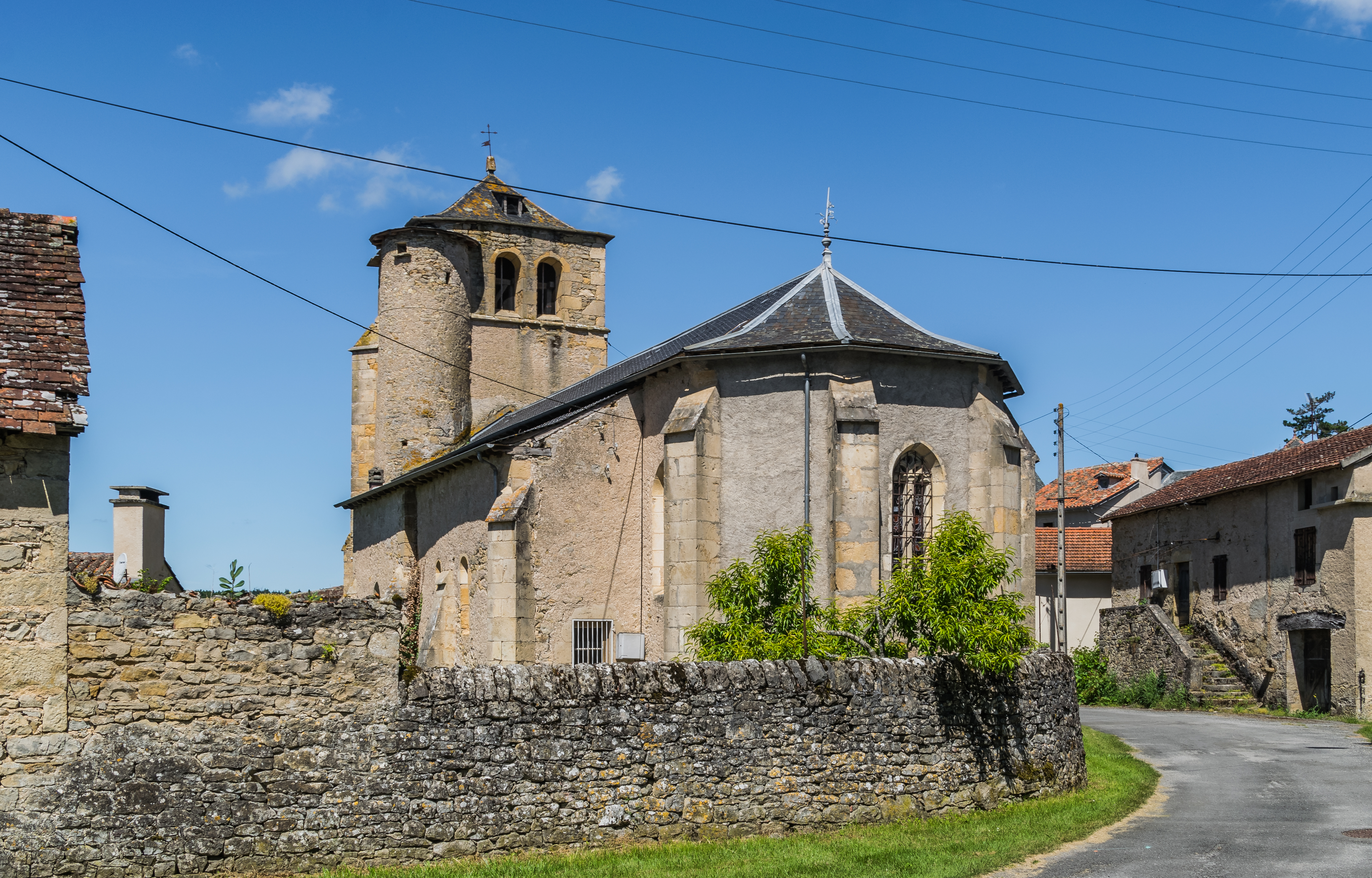
Kirche Saint-Michel
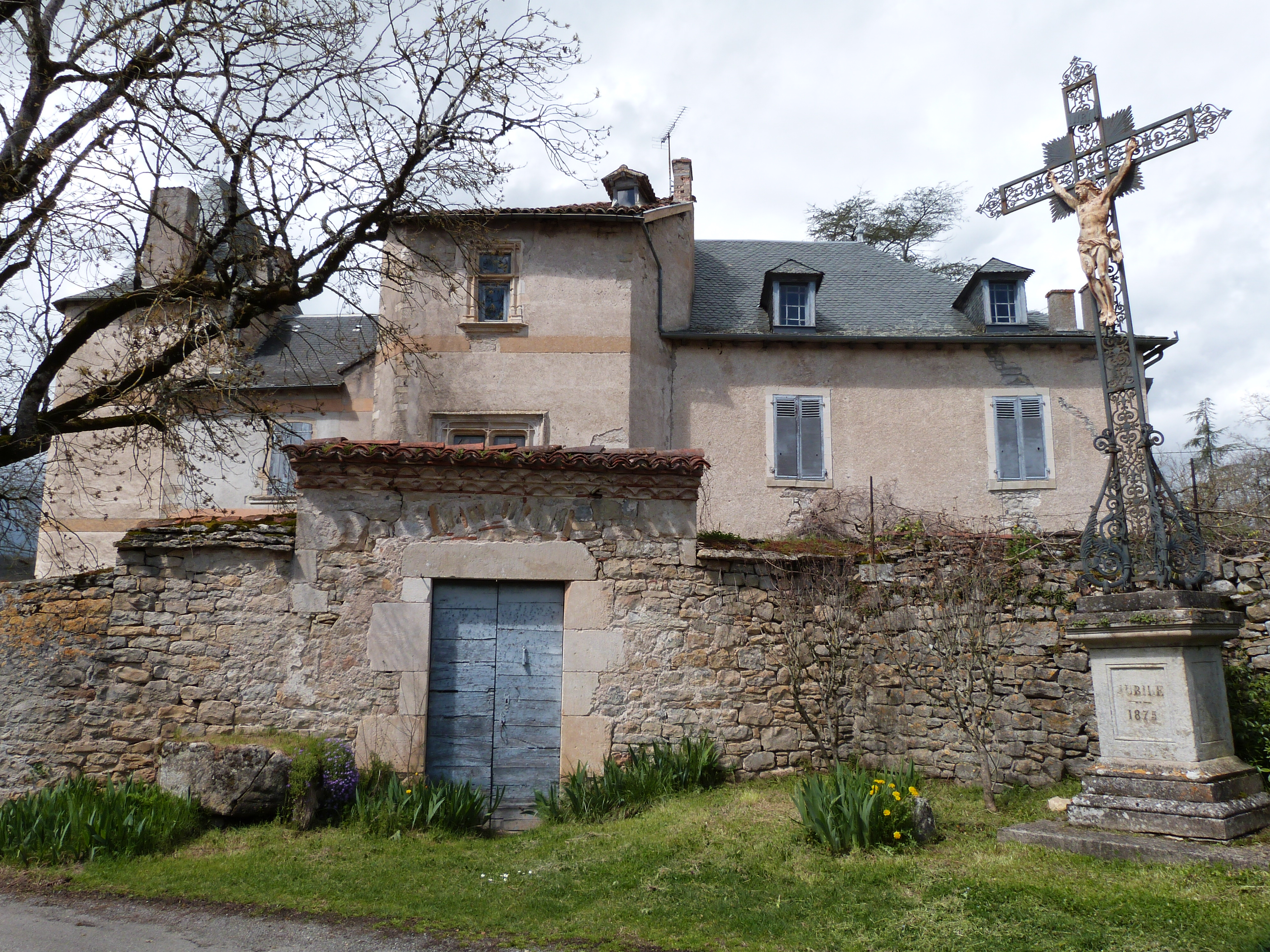
Schloss Toulonjac